# Ypsolopha semitessella
Ypsolopha semitessella is een vlinder uit de familie spitskopmotten (Ypsolophidae). De wetenschappelijke naam is voor het eerst geldig gepubliceerd in 1861 door Mann.
De soort komt voor in Europa.